# Roepite
Roepite (Bulgaars: Рупите) is een dorp in het zuidwesten van Bulgarije, gelegen in de gemeente Petritsj, oblast Blagoëvgrad en telde op 31 december 2019 zo'n 926 inwoners. Het dorp ligt 64 km ten zuiden van Blagoëvgrad en 139 km ten zuiden van Sofia.

## Bevolking
In de eerste volkstelling van 1934 registreerde het dorp 626 inwoners. Dit groeide tot een officiële hoogtepunt van 1.248 inwoners in 1985. Sindsdien neemt het inwonersaantal af. Op 31 december 2019 telde het dorp 926 inwoners.
Van de 1037 inwoners reageerden er 1022 op de optionele volkstelling van 2011. Van deze 1022 respondenten identificeerden 1018 personen zichzelf als etnische Bulgaren (99,6%), terwijl de overige respondenten ondefinieerbaar waren.
Van de 1037 inwoners in februari 2011 werden geteld, waren er 120 jonger dan 15 jaar oud (11,6%), gevolgd door 687 personen tussen de 15-64 jaar oud (66,2%) en 230 personen van 65 jaar of ouder (22,2%).

## Afbeeldingen

Afbeeldingen van Roepite
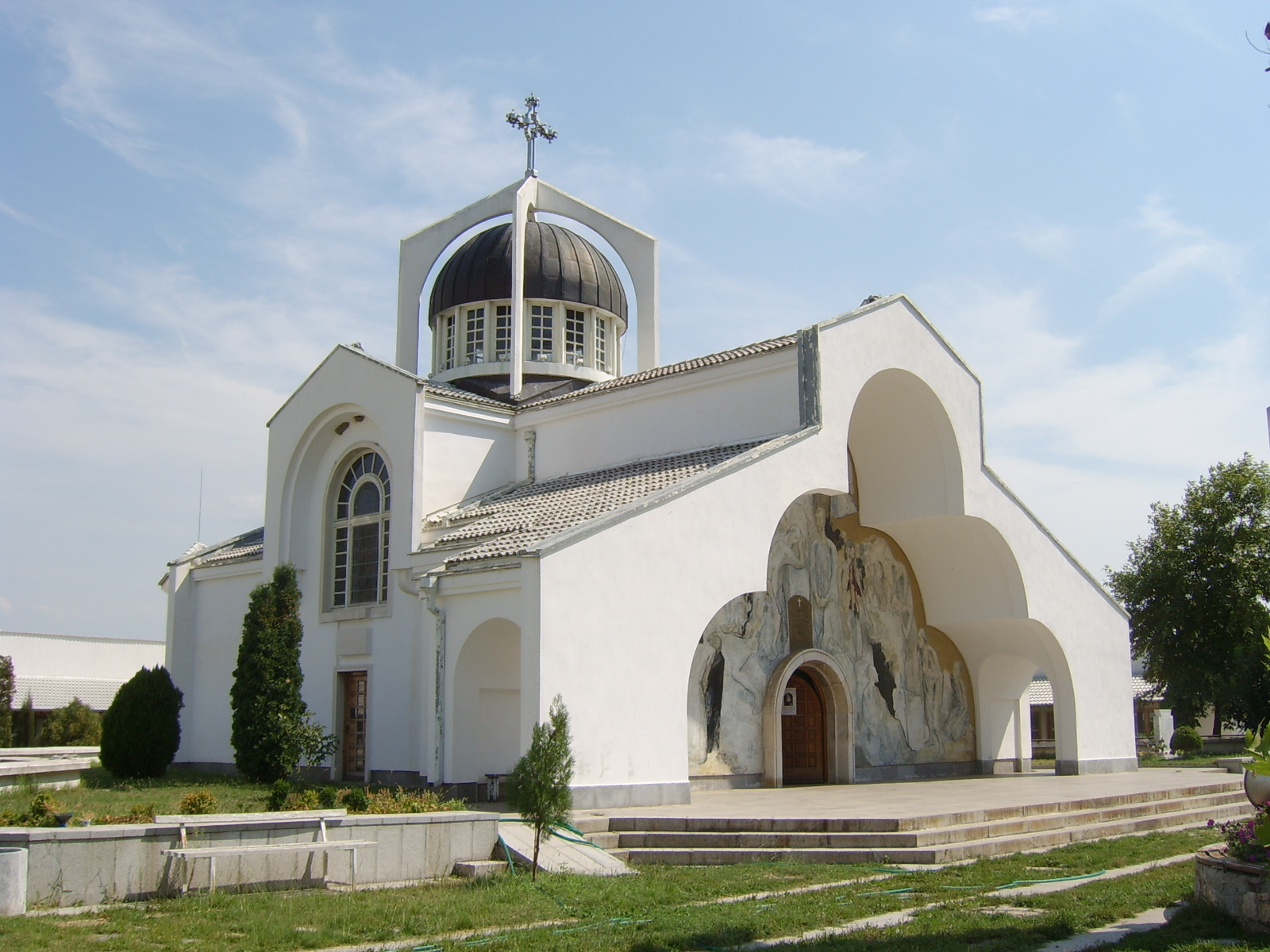
De kerk "St. Petka Bulgarska ”
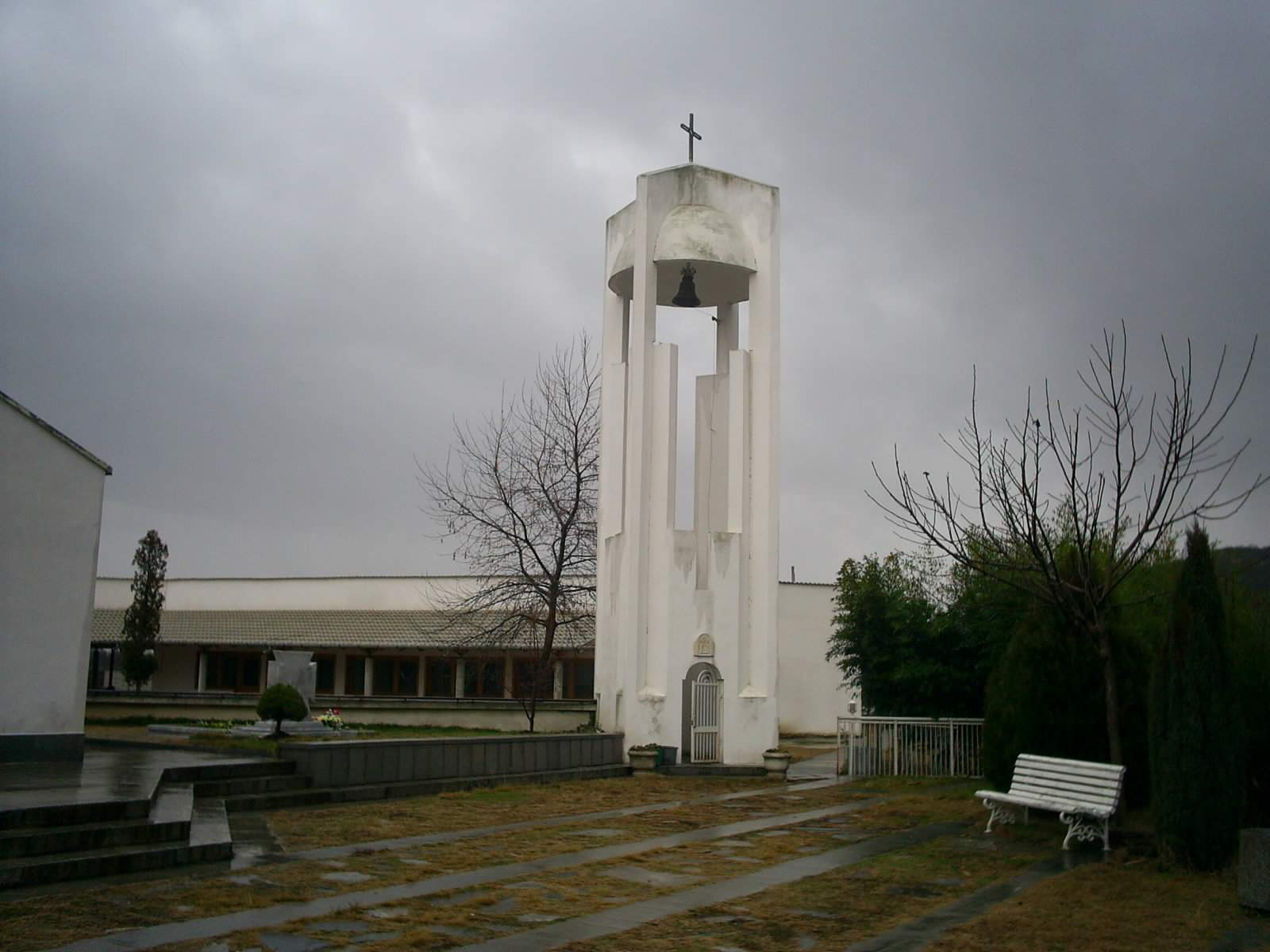
De klokkentoren
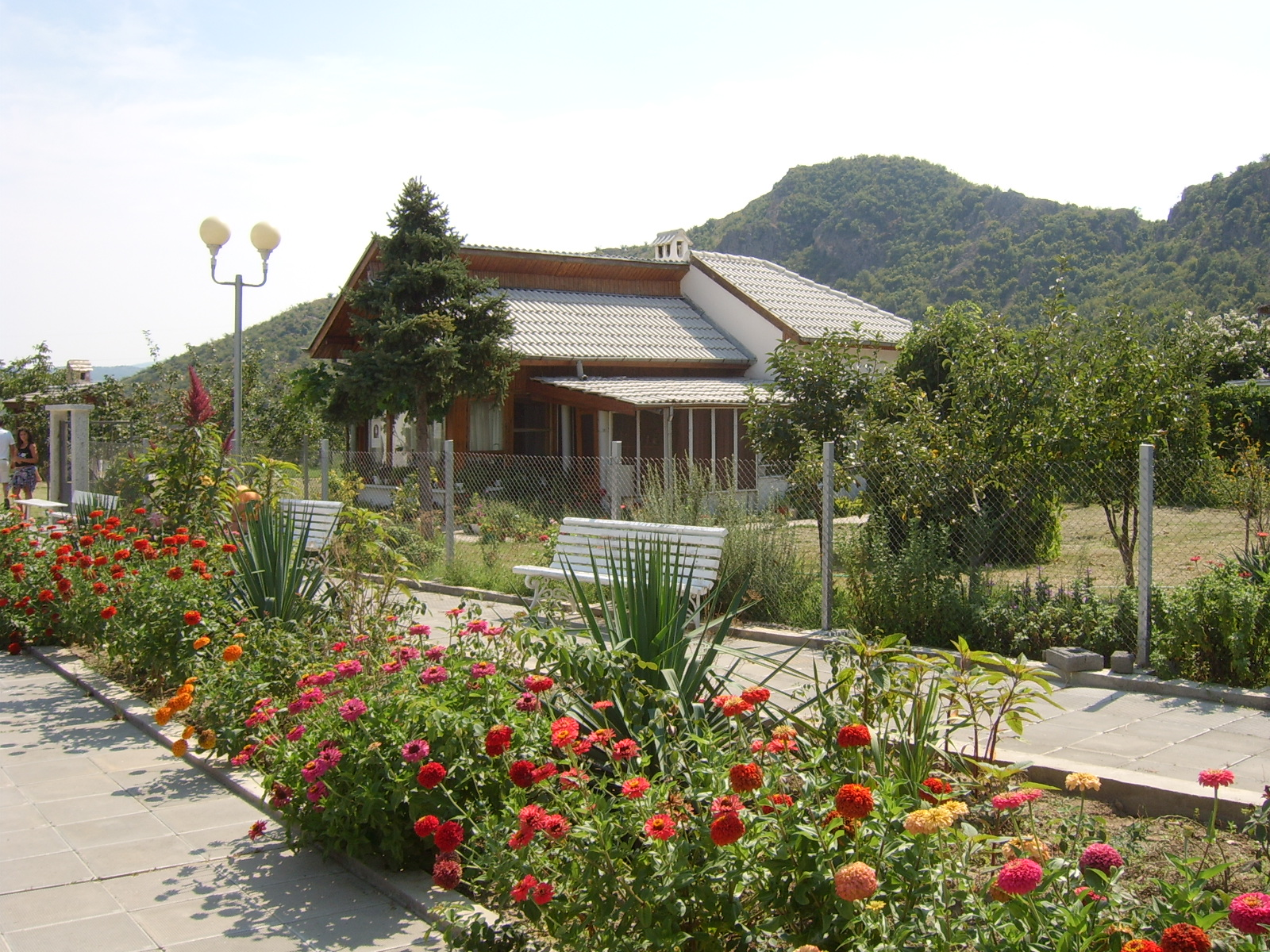
Het huis van Baba Vanga
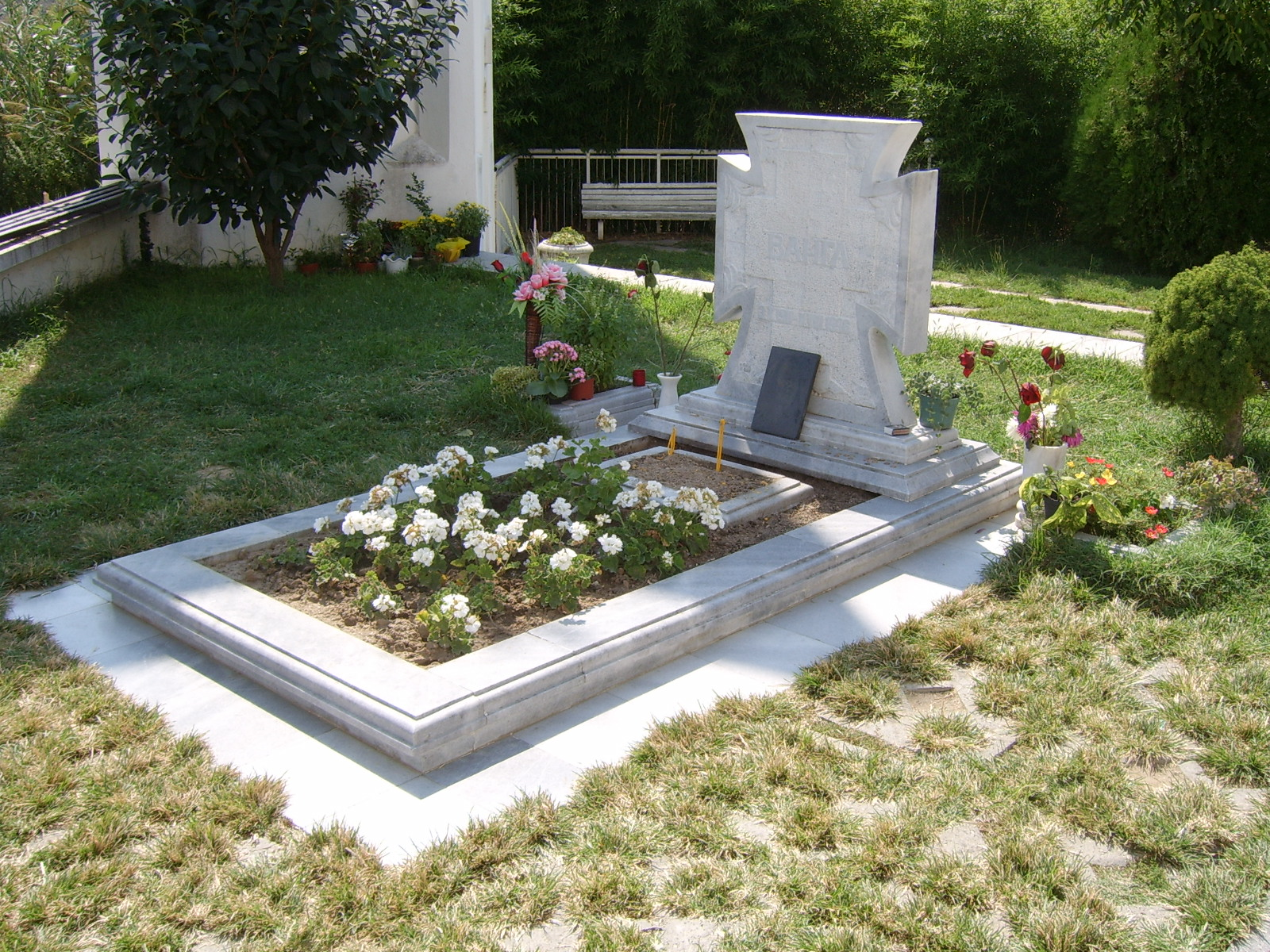
Het graf van Baba Vanga
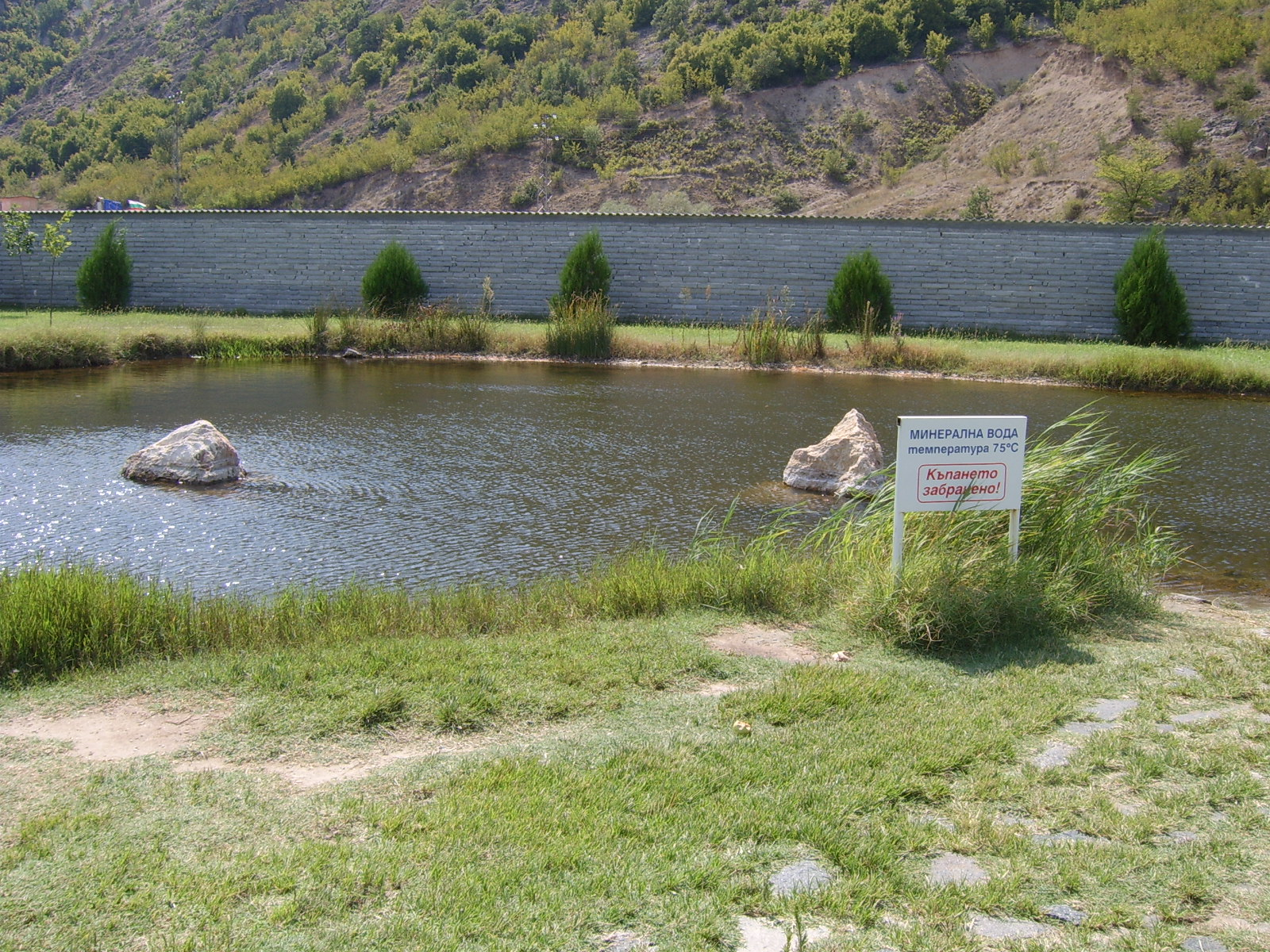
Mineraalwaterbronnen
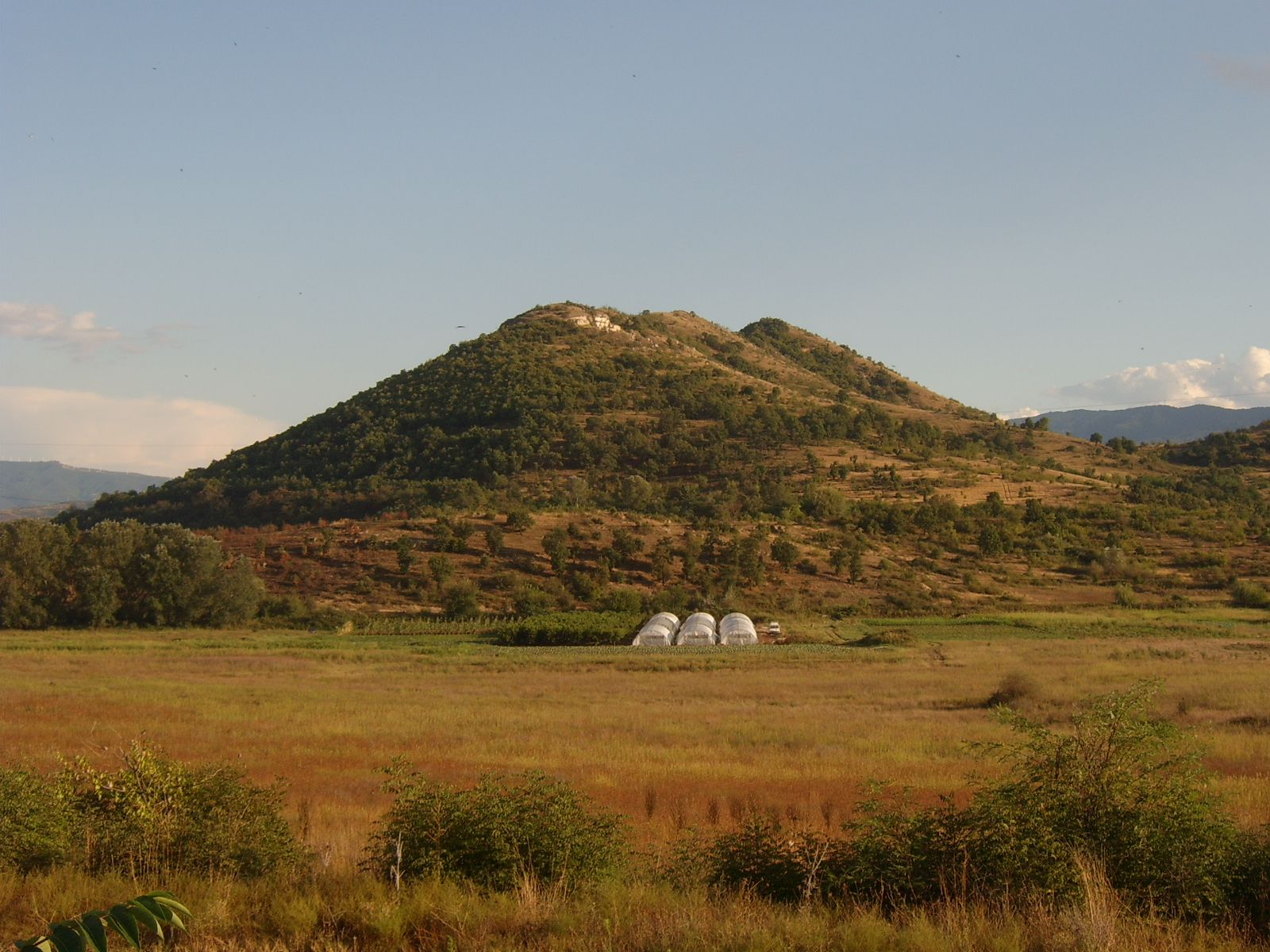
Heuvels van Kozjoech